# Alraune (1918)
Alraune is een Hongaarse horrorfilm uit 1918 onder regie van Michael Curtiz. De film is wellicht zoekgeraakt.

## Verhaal
Een krankzinnige wetenschapper creëert een knappe, maar demonische vrouw. Hij doet dat door een prostituee te laten aanpappen met een levende alruinwortel. Die wortel groeide onder de galg, waar een man werd opgehangen.

## Rolverdeling
| Acteur          | Personage |
| --------------- | --------- |
| Gyula Gál       | Alraune   |
| Géza Erdélyi    |           |
| Kálmán Körmendy |           |
| Margit Lux      |           |
| Rózsi Szöllösi  |           |
| Jenő Törzs      |           |